# Megalocórnea
Megalocórnea é um alargamento da córnea até 13 mm ou mais que se encontra presente à nascença. Embora alargada, a córnea permanece histológicamente normal. Poderá ser desencadeado pela síntese anormal de colágeno durante a gestação. Esta condição afecta o sexo masculino em particular (90% dos casos registados).